# Diego Sánchez Zamora
Diego Sánchez Zamora (4 de diciembre de 1975, Pamplona, Navarra) es un músico (bajista, guitarrista, compositor y productor español) extremeño residente en Almendralejo (Badajoz) autor de proyectos como: Homo-Demen, En femenino, Lady Jaque, Efecto Broken, Musipoemas o Música en defensa de los animales.

## Biografía
Su trayectoria musical comienza a finales de 1992 como baterista del grupo punk-rock Santa Kompaña (1992-1996), con el que grabó su primera maqueta.
Los primeros ensayos fueron en un local en la calle "La Música" de Almendralejo, llamada así por la cantidad de grupos que ensayaban en esa calle.
Los primeros conciertos fueron en festivales y concursos de pueblos de Extremadura.
A pesar de participar en numerosos concursos, Santa Kompaña nunca llegó a ganar ningún premio. En su última etapa consiguió un sonido más duro y compacto, con canciones de más calidad, dejando su influencia punk y afianzándose definitivamente en el rock urbano más contundente y melódico.
Poco después aparecía Lusitania Blue (finales de 1993), grupo de hard rock melódico con gran influencia del grunge. Diego entra en este grupo como bajista a principios de 1994.
Lusitania Blue (1993-1997) consiguió muchas actuaciones en poco tiempo y algunos premios en pequeños concursos, pero no llegaron a grabar nada. Sus composiciones eran complejas, con melodías a dos voces; la mayoría de las letras eran en inglés y se sentía la influencia de grupos como Alice in Chains, Soundgarden o Nirvana.
La mayoría de los temas fueron compuestos por Nando Quesada y Diego Sánchez, ambos tenían inquietudes musicales similares.
Diego Sánchez entra en el grupo de rock extremeño Sinkope en noviembre de 1999 como guitarrista. Con esta banda graba su primer disco "El desenkanto del ruínseñor" en los estudios Jammin de Mérida a principios de 2000. Este hecho, unido a varios cursos realizados de técnico de sonido, editor de vídeo y diseño gráfico que recibe simultáneamente en Badajoz y Almendralejo, le abren las puertas de la autoproducción musical y audiovisual.
Con esta banda participa en varios festivales extremeños (Amus, Musiberia...) compartiendo cartel con numerosas bandas (Boikot, Rosendo, Narco, Estirpe...)
Poco después aparece el grupo Xeron, banda de hard rock con influencia heavy que se formó en verano de 2001, donde Diego sería guitarra y voz.
Los primeros temas que ensayaron como grupo fueron versiones de Iron Maiden, Mr. Big, Saratoga, Deep Purple, Barón Rojo... Contra todo pronóstico, la banda se deshizo a finales de 2002; a pesar de la ruptura Diego siguió con este proyecto en solitario.
En este año se creó la asociación musical "Extremúsica”, con la que llegaron a conseguir subvenciones y ayudas para llevar a cabo futuros proyectos.
Con Xeron Diego Sánchez grabó varias maquetas, "Entidad digital" (2002), "Método paranoico crítico" (2004) y "Covers" (2007), convirtiéndose así en un proyecto en solitario que dura hasta nuestros días.
A partir de este momento comienza a producir discos de otros grupos en su propio estudio, "Estudios3D”.
En 2004 Diego Sánchez graba y produce en sus Estudios 3D "Musipoemas", un disco en el que colaborarían varios artistas de la localidad de Almendralejo.
En 2005 graba una pequeña aportación del desaparecido Félix Bote para "Melodrama" el primer disco de Corazón, con la compañía Annika.
A finales de 2005 se forma Diversiones grupo que adapta temas de los 80; en el verano del 2006 telonearon al grupo español La Frontera.
En 2008 arregla y produce el segundo disco del cantante jerezano Antonio Leal “Contigo o sin ti”.
En este mismo año se encarga de la producción del disco benéfico "Música en defensa de los animales" en el que intervienen grupos de toda España (Sterlin, Aurora Beltrán, Lax'n'Busto, Rous...) y colaboran numerosas compañías discográficas independientes (G.P. Producciones, Subterfuge, Elefant…)
En 2009 lanza el disco debut de Rosa Gordillo (Rous) y graba el primer disco del dúo Debarro “Botánica”
En agosto de 2009 graba su primer proyecto acústico "The Unknown Smile"
En 2010 participa como bajista con el dúo Debarro en el WOMAD 2010, compartiendo cartel con: Nneka, Charlie Winston, Bratsch...
En 2019/20 se encargó junto al compositor F. M. Quesada, de la grabación, dirección y producción del álbum de varias artistas extremeñas "En femenino", un álbum compuesto por doce canciones interpretado por once cantantes femeninas, el disco fue publicado el 8 de marzo de 2020 y se presentará en los teatros de Extremadura. 
En el proyecto han intervenido: F. M. Quesada, Tomás Bote, Carlos Moreno, Paco Benítez, Aida Palma, Ana Alonso, Aurora Samino, Cristina Escobar, Hache Retamar , Laura Durán, Sara G. Meléndez, Sara Lugarda, Sylvia Cruz, Paloma Pascua, Vanessa Deleiva.    

## Homo Demen
Entre 2010 y 2011 Graba el nuevo proyecto de "rock surrealista" Homo-Demen en el que participan músicos como: Aitor Gorosabel (Su ta gar), Alberto Rionda (Avalanch), Fernando Madina (Reincidentes), Juan Flores Chino (Sinkope)...
Este disco titulado "Surrealist Revolution" salió a la venta en septiembre de 2011.
Con el proyecto Homo-demen, Diego Sánchez ha sido catalogado como "genio multi-instrumentista" por algunos críticos, de revistas especializadas, como "músico ecléctico", por críticos radiofónicos y como "extraño y desconcertante" por otros. Ha sido reseñado por algunas de las más importantes revistas del sector.
El disco "Surrealist revolution" fue distribuido en España, Alemania e Inglaterra.
Entre 2012 y 2013 graba dos álbumes; "Abstract disorder" y "Nuevo orden",,,, en los que cuenta con la colaboración de importantes músicos nacionales e internacionales tales como: Arjen Lucassen (Ayreon), Diego Antúnez, Rubén Rubio, Juanma Preciado, Rodrigo Parejo, Jean Louis Barragán (La Guardia (banda)), Paco Benítez (Patente de corso), Robert Rodrigo (Airless), Woody Amores (Qkino), José A. Perera (Debarro), Rosa Gordillo (Rous), Juan Flores (Vinotinto, Sínkope, Jose Andrea y Uróboros), Aitor Gorosabel (Su Ta Gar), Toni Sánchez-Gil (Offtopic, Manakel), Jose Andrea (Jose Andrea y Uróboros, ex Mago de Oz), César Nieto (Voodoo Soul), Paco Benítez (Patente de corso), José L. Ruido (República del Ruido y Arde Kazhan) y José A. Perera (Debarro) y Miguel Merino. Estos discos salieron a la venta el 20 de septiembre de 2013 y fueron publicados por la compañía discográfica "The Fish Factory" con la que fichó en agosto de 2013,,,.
En octubre de 2014 lanza el proyecto Efecto Broken con temas en castellano únicamente en plataformas digitales, en esta ocasión cuenta con las colaboraciones de: José Andrea (ex-Mago de oz), Juan Flores Chino (Sinkope), Aitor Gorosabel (Su ta gar), Paco Benítez (ex Asfalto, ex Patente de corso) entre otros.
El dieciocho de mayo de 2016, y tras dos años de grabación, se publica el doble álbum "System Cubism" el cual consta de diecinueve canciones y cuenta con la colaboración de los siguientes músicos:  Jorge Pardo (Paco de Lucía, Pat Metheny, Camarón), Jero Ramiro (Saratoga, Santelmo, Ñu), Alberto Cereijo (Los Suaves), Luis Romero (Ñu), Luis Cruz (Topo, Sinfonity) entre otros.
El proyecto extremeño Homo Demen fue seleccionado como candidato a las nominaciones de los premios de la música independiente de España (Premios MIN) en seis candidaturas: mejor artista, Homo Demen, mejor canción del año, "Give me gas", mejor álbum, mejor álbum de rock, producción musical y diseño gráfico por System Cubism.

## Delfín (Banda)
Delfín es un grupo extremeño que, en la actualidad, se encuentra trabajando en su primer disco, del que ya han cerrado varios temas “con armonías vocales y cierto ambiente nostálgico, en el que las guitarras acústicas se funden con el toque folk de los violines y el aire americano de la armónica”. Delfín ya cuenta con su primer videoclip, ‘Nadie se había dado cuenta’, y comenzó su gira de conciertos en octubre en el Festival ValentiArte (Extremadura). Próximamente, tocarán en salas de Badajoz y Cáceres. La formación extremeña presenta sus nuevos temas con el indie más actual. Delfín comenzó su andadura musical en 2013. Cuenta ya con dos maquetas a sus espaldas, ‘Teorías sobre el espacio interestelar’ (2014) y ‘Destino Dublín’ (2016). La formación original se ha modificado hasta la composición actual. Cinco miembros que cuentan con una larga trayectoria y un reconocido currículum en el ambiente musical de la región: Paco Quesada (voz, guitarra acústica y teclados), Diego Sánchez (guitarras y coros), Pedro Gil (guitarras y coros), Óscar Arrabal (bajo y teclados) y José Roque (batería).
«Hemos decidido impulsar una banda orientada a la música "pop indie", que ahora se ha puesto de moda. Son canciones en español con una línea pegadiza, suave y más comercial, apostando por coros y armonías locales para distinguirnos», puntualiza Diego Sánchez.

## Lady Jaque
La banda local Delfín se convierte en Lady Jaque con nuevos retos. Cambio de formación y de nombre artístico, a principios de 2018 la banda "Delfín" cambia de vocalísta y baterista y pasan a llamarse Lady Jaque , en abril de 2018 participan en el festival Extremusika, compartiendo cartel con: Prodigy, Rosendo, Gatillazo, Medina Azahara, Sôber, Sinkope, OFunkillo, Def Con Dos, El Langui o La Mala Rodríguez.
En diciembre de 2018 lanzan su primer ep "Teorías sobre el espacio interestelar" , siendo su presentación oficial en concierto en el Teatro "Carolina Coronado"  Archivado el 30 de marzo de 2019 en Wayback Machine. de Almendralejo en enero de 2019.  Archivado el 30 de marzo de 2019 en Wayback Machine.
En septiembre de 2021 lanzan su segundo álbum “En línea transversal “ grabado durante 2020/21 por Luis Miguel García ( “Mago de Oz”,  “Sinkope” ) en “Sonak Studios & Life”. 

## Discografía
| Año   | Banda                             | Álbum                                   | Datos                             | Discográfica                   |
| ----- | --------------------------------- | --------------------------------------- | --------------------------------- | ------------------------------ |
| 2000. | Sinkope                           | "El desenkanto del ruínseñor"           | (guitarra rítmica)                | Jammin                         |
| 2002. | Xeron                             | "Entidad Digital"                       | (no publicado)(voz y guitarra)    |                                |
| 2003. | Demona                            | "Cárcel de sueños"                      | (Productor, bajo, guitarras)      |                                |
| 2004. | Xeron                             | "Método Paranoico Crítico"              | (no publicado)(voz y guitarra)    |                                |
| 2004. | Musipoemas                        | "Musipoemas"                            | (Productor)                       | Formula Free Records           |
| 2008. | Antonio Leal                      | "Contigo o sin ti"                      | (Productor, bajo, guitarras)      |                                |
| 2008. | Música en defensa de los animales | "Recal"                                 | (Productor)                       |                                |
| 2009. | Rous                              | "Rous"                                  | (Productor, guitarras, bajo)      | ES3 Records                    |
| 2009. | The Unknown Smile                 | "Through the Prism"                     | (Productor, voz, guitarra y bajo) |                                |
| 2009. | Debarro                           | "Botánica"                              | (Productor, bajo)                 |                                |
| 2011. | Homo-Demen                        | "Surrealist Revolution"                 | (Productor, voz, guitarra y bajo) | (GP Records)                   |
| 2013. | Homo-Demen                        | "Abstract Disorder"                     | (Productor, voz, guitarra y bajo) | (The Fish Factory)             |
| 2013. | Homo-Demen                        | "Nuevo Orden"                           | (Productor, voz, guitarra y bajo) | (The Fish Factory)             |
| 2014. | Efecto Broken                     | "Nuevo Orden"                           | (Productor, voz, guitarra y bajo) | (Extremúsica)                  |
| 2016. | Homo Demen                        | "System Cubism"                         | (Productor, voz, guitarra y bajo) | (Extremúsica)                  |
| 2018  | Lady Jaque                        | "Teorías sobre el espacio interestelar" | (Productor y guitarra solista)    | (Extremúsica)                  |
| 2020  | En femenino                       | En femenino                             | (Producctor)                      | (Extremúsica, La cúpula music) |
| 2021  | Lady Jaque                        | En línea transversal                    | (guitarra, coros)                 | (Extremúsica, La cúpula music) |

## Videoclips y entrevistas
- "I am waiting for the madness" con Homo Demen
- "Mr Rainbow" con Homo-Demen
- "Nocturno" extraído del disco (Musipoemas)
- "Me gustas cuando callas" con Tamara, extraído del disco (Musipoemas)
- "No iré" con Nylon
- "Mujeres" con Rous, de (Musipoemas)
- entrevista para canal extremadura del disco (Música en defensa de los animales)
- entrevista en "la isla de viernes" para canal extremadura, del disco (Musipoemas)

## Influencias
- Alice in chains, Megadeth, Obituary, Dream Theater, Beatles, Guns N'Roses, Deep Purple, Meshuggah, U2, Jane's Addiction, Steven Wilson, Metallica, Dixie Chicks, Entombed, Ayreon, Su Ta Gar, Radiohead, Koma, Perry Farrell, John Lennon, Sex Pistols, Iron Maiden, Anthrax, Sepultura, Artic Monkeys, Noel Gallagher, Bon Jovi, Opeth, Sonic Youth, Soziedad Alkoholica, Extremoduro, Skid Row, Chevelle, Motörhead, Supertramp, Anastacia, Mötley Crüe, Dismember, Mr Big, Neal Morse, Judas Priest, Led Zeppelin, Lana Del Rey, The Flower Kings, Bjork, Devin Townsend, Dio, Black Sabbath, Poison, Danko Jones, Pantera, Down, Ratt, Andi Deris, HIM, Emma Pollock, Obus, Scissor Sisters, Slash, Stone Temple Pilots, WASP, System of a Down, Chris Cornell, Rage against the machine, Soundgarden, Vince Neil, Nirvana, Mad Season, Buckcherry, Pearl Jam, Death, Helloween, Queen, Ozzy, Vixen, Fiona Apple, Peter Gabriel, Alanis Morissette, Galactic Cowboys, Rata blanca, Ugly Kid Joe, School of Fish, Annihilator, Spock's Beard, 4 non blondes, Scorpions, Flotsam and Jetsam, Explorer's Club, Muse, Gatillazo, Rihanna, Black Mountain, AC/DC, Tiles, Diana Krall, Manic Street Preachers, Ska-p, Red Hot Chilli Peppers.